# 곰부르자

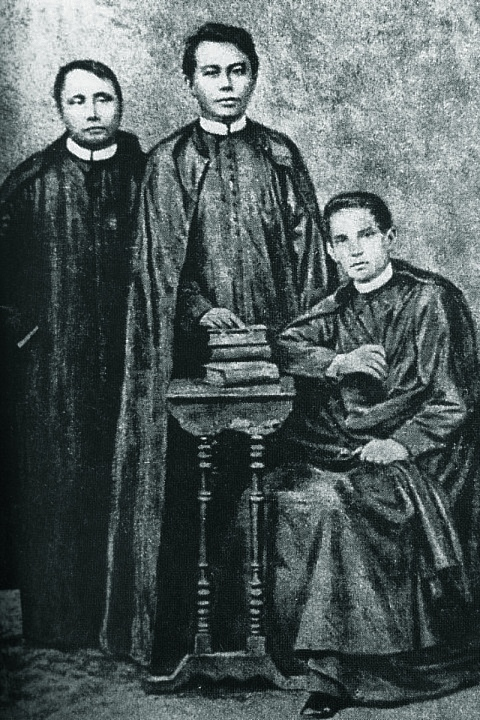
고메스, 부르고스, 사모라 신부

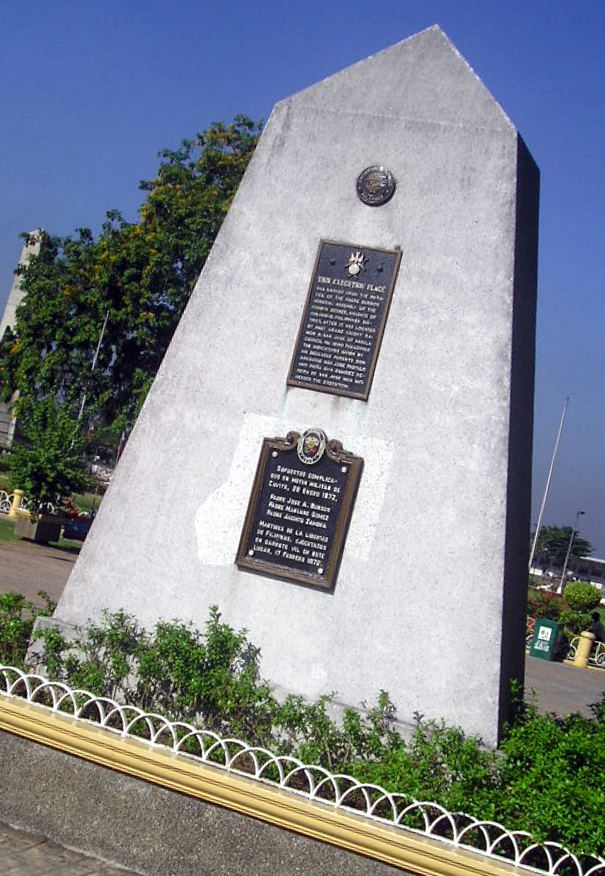
루네타 공원의 곰부르자 표지석

곰부르자(Gomburza 또는 GOMBURZA)는 1872년 2월 17일 필리핀 부굼바얀에 있는 루네타 공원에서 스페인 식민지 당국에 의해 1872년 카비테 반란으로 인한 반란 혐의로 처형된 마리아노 고메스(Mariano Gomez), 호세 부르고스(José Burgos), 하신토 사모라(Jacinto Zamora) 이 세 사람의 필리핀인 성직자를 나타내는 두문자어이다. 그들의 처형은 많은 필리핀인들에게 심각한 영향을 주었다. 국가적 영웅인 호세 리잘은 이들을 기념하여 《체제전복》(El filibusterismo)이라는 소설을 받쳤다.
카비테 해군 건조창에서 노동자들에 의해 시작된 봉기는 확립된 질서를 위협하는 원리적 반대주의자 호세 부르고스로부터 받은 인지된 굴욕을 만회하기 위한 당국이 필요로 하는 핑계에 지나지 않았다.

## 같이 보기
- 1872년 카비테 반란